# Sveti Petar Orehovec
Sveti Petar Orehovec je naselje i općina u Koprivničko-križevačkoj županiji u Hrvatskoj.

## Zemljopis
Mjesto i općina se nalaze u zapadnom dijelu Koprivničko-križevačke županije, sjeverozapadno od Križevaca. Općina graniči sa Zagrebačkom i Varaždinskom županijom, a u potpunosti se prostire Kalničkim prigorjem.
Prometno je dobro povezana zahvaljujući državnoj cesti D22 Novi Marof-Možđenec-Sudovec-Gornja Rijeka-Križevci.

## Općinska naselja
Općina ima 39 naselja: Bočkovec, Bogačevo, Bogačevo Riječko, Brdo Orehovečko, Brezje Miholečko, Brežani, Črnčevec, Dedina, Donji Fodrovec, Ferežani, Finčevec, Gorica Miholečka, Gornji Fodrovec, Gregurovec, Guščerovec, Hižanovec, Hrgovec, Kapela Ravenska, Kusijevec, Međa, Miholec, Mikovec, Mokrice Miholečke, Orehovec, Piškovec, Podvinje Miholečko, Rovci, Sela Ravenska, Selanec, Selnica Miholečka, Sveti Petar Orehovec, Šalamunovec, Vinarec, Voljavec Riječki, Vukovec, Zaistovec, Zamladinec

## Povijest
Sveti Petar Orehovec prvi se put spominje 1201. kao vlastelinski posjed, a 1334. kao župa Zagrebačke biskupije. Župa sv. Petra postoji i danas. Kroz povijest je mjesto u nekoliko navrata bilo općinsko središte. 1861. gradi se prva škola. Od 1954. do 1990. naselje je nosilo naziv Orehovec, dok je susjedno mjesto Orehovec nosilo ime Kalnički Orehovec. Nesretan događaj za sve mještane i župljane ove župe dogodio se 8. lipnja 2001. kada se zbog starosti i lošeg stanja urušio toranj crkve sv. Petra. U godinama nakon tog događaja, toranj je bio obnavljan i danas ima prvotan izgled po kojem je Sveti Petar Orehovec i prepoznatljiv. 
Općina je nastala 1993. izdvajanjem iz općine Križevci koja je dobila status grada. Do 1997. je obuhvaćala i područje današnje općine Kalnik, a do 1999. područje općine Gornja Rijeka.
Nedugo nakon osnutka općine naselje Sudovec izdvojilo se iz njezina sastava te je postalo dijelom općine (danas grada) Novi Marof, a samim time i Varaždinske županije.

## Stanovništvo

### 2011.
Prema popisu stanovništva iz 2011. godine, općina Sveti Petar Orehovec imala je 4583 stanovnika.

### 2001.
Prema popisu stanovništva iz 2001. godine, općina Sveti Petar Orehovec imala je 5137 stanonika, raspoređenih u 39 naselja:
- Bočkovec – 306
- Bogačevo – 103
- Bogačevo Riječko – 89
- Brdo Orehovečko – 50
- Brezje Miholečko – 165
- Brežani – 37
- Črnčevec – 158
- Dedina – 233
- Donji Fodrovec – 193
- Ferežani – 129
- Finčevec – 109
- Gorica Miholečka – 52
- Gornji Fodrovec – 187
- Gregurovec – 262
- Guščerovec – 176
- Hižanovec – 125
- Hrgovec – 24
- Kapela Ravenska – 95
- Kusijevec – 90
- Međa – 189
- Miholec – 407
- Mikovec – 81
- Mokrice Miholečke – 151
- Orehovec – 129
- Piškovec – 44
- Podvinje Miholečko – 53
- Rovci – 24
- Sela Ravenska – 85
- Selanec – 193
- Selnica Miholečka – 89
- Sveti Petar Orehovec – 308
- Šalamunovec – 58
- Vinarec – 187
- Voljavec Riječki – 30
- Vukovec – 121
- Zaistovec – 284
- Zamladinec – 121

### Nacionalni sastav, 2001.
- Hrvati – 5117 (99,61 %)
- Srbi – 3 (0,06 %)
- Slovenci – 2 (0,04 %)
- Česi – 1 (0,02 %)
- Nijemci – 1 (0,02 %)
- ostali – 1 (0,02 %)
- neopredijeljeni – 4 (0,08 %)
- nepoznato – 8 (0,16 %)

| broj stanovnika | 4904  | 5625  | 6178  | 6730  | 7544  | 8402  | 8101  | 8342  | 8078  | 7938  | 7754  | 7224  | 6394  | 5684  | 5137  | 4583  | 3942  |
|                 | 1857. | 1869. | 1880. | 1890. | 1900. | 1910. | 1921. | 1931. | 1948. | 1953. | 1961. | 1971. | 1981. | 1991. | 2001. | 2011. | 2021. |

| broj stanovnika | 216   | 273   | 320   | 322   | 371   | 442   | 414   | 419   | 396   | 410   | 423   | 398   | 326   | 307   | 308   | 279   | 226   |
|                 | 1857. | 1869. | 1880. | 1890. | 1900. | 1910. | 1921. | 1931. | 1948. | 1953. | 1961. | 1971. | 1981. | 1991. | 2001. | 2011. | 2021. |

## Uprava
Općina Sveti Petar Orehovec ima svoje Vijeće, Poglavarstvo i upravna tijela koja obavljaju poslove lokalne samouprave na općinskoj razini, a smještena su u sjedištu općine.
U središtu općine Svetom Petru Orehovcu se nalazi matični ured koji pokriva područje općina Gornja Rijeka, Kalnik i Sveti Petar Orehovec.

## Poznate osobe
- Vladimir Srećko Vrkljan, hrvatski kvantni fizičar, rođen je 1894. u Svetom Petru Orehovcu
- Zlatko Špoljar, hrvatski pedagog i skladatelj, rođen je 1892. u Miholcu
- Janja Herak-Szabo, hrvatska liječnica, rođena je 1902. u Svetom Petru Orehovcu

## Spomenici i znamenitosti
Na području općine postoje mnogi spomenici i sakralni objekti, među kojima su najznačajniji:
- Crkva sv. Petra Apostola u Svetom Petru Orehovcu
- Crkva sv. Mihaela arkanđela u Miholcu
- Kapela sv. Antuna Padovanskog u Guščerovcu
- Kapelica sv. Benedikta u Selancu

Najpoznatija znamenitost na području općine su Obreške kleti, ulica s klijetima starijim više od sto godina u karakterističnom prigorskom stilu.

## Obrazovanje
- Osnovna škola Sveti Petar Orehovec
  - Područna škola Bočkovec
  - Područna škola Fodrovec
  - Područna škola Gregurovec
  - Područna škola Miholec
  - Područna škola Hižanovec (nalazi se u sastavu OŠ "Sidonije Rubido Erdödy" Gornja Rijeka)

## Kultura
Svakog kolovoza se održava manifestacija "Dani hmelja" u jedinom hrvatskom hmeljarniku u Gregurovcu.
Na području općine djeluje kulturna organizacija KUD Prigorec.
Mjesto je u široj okolici poznato po Zoološkom vrtu Zlatka Budina.

## Sport
Nogometni klubovi koji sudjeluju u županijskim ligama:
- NK Prigorje Sveti Petar Orehovec, 3. ŽNL Koprivničko-križevačka 2008./09.)
- NK Ratar (Miholec)
- NK Hrvatski Bojovnik (Mokrice Miholečke)
- NK Dragovoljac (Bočkovec)

## Vanjske poveznice
- Osnovna škola Sveti Petar Orehovec  Arhivirana inačica izvorne stranice od 11. svibnja 2019. (Wayback Machine)
- Plemićka obitelj Orehovečki
- Općina Sveti Petar Orehovec